# Cattedrale di Nostra Signora della Candelaria (Bissau)
La cattedrale di Nostra Signora della Candelaria (in portoghese: Sé Catedral de Nossa Senhora da Candelária) si trova a Bissau, in Guinea-Bissau ed è la cattedrale cattolica della diocesi di Bissau. La costruzione della cattedrale di Bissau ha avuto inizio nel 1935, su progetto dell'architetto João Simões, in collaborazione con l'architetto Zilhao Gallardo, e fu completata nel 1950. La cattedrale esprime una caratteristica tradizionalista nella sua architettura neoromanica.